# Gino Frey

Gino Frey (Santo Antonio de Jesus, 11 de janeiro de 1936 – Salvador 23 de outubro de 2002) nome artístico de Hygino de Freitas Melo, foi um cantor, compositor e escritor brasileiro.
Filho de Euclides de Freitas Mello e Adelina Cristina de Mello. Na sua juventude Gino Frey compartilhava com seus amigos Raul Seixas, Thildo Gama  e Valdir Serrão , todo o fervor do rock protagonizado por Elvis Presley, Chubby Checker, Rita Pavone, entre outros. Teve uma curta trajetória no rock soteropolitano, porém uma de suas composições ficou muito conhecida na voz de Raul Seixas, gravada em 1964, no seu primeiro registro fonográfico de Raulzito e seus panteras, um compacto de 78RPM, com apenas duas faixas: "Nanny" (autoria de Gino Frey) e "Coração Partido", esta última uma versão para o português feita pelo pai de Raul, o professor Raul Varela Seixas, da música em inglês "Musiden", interpretada por Elvis Presley. Embora este compacto nunca tenha sido lançado, a música Nanny foi compilada na coletânea Baú do Raul (1992). Outra música de sua autoria que ficou bastante conhecida foi "Bahia de Coração" feita para o Esporte Clube Bahia, e chegou a ser bastante executada por um período em Salvador. Na literatura ocupou a cadeira no 1 da academia Castro Alves De Letras, foi membro efetivo da Associação Baiana de Escritores e da União brasileira de Trovadores. Lançou livros de contos, poesias e uma novela. Depois da morte de sua mãe, se dedicou completamente à pregação do evangelho, e abandonou a carreira musical secular. Gravou alguns Lps evangélicos e ficou muito conhecido no meio evangélico baiano como cantor e evangelista, pois percorreu um grande número de igrejas da capital e de cidades do interior baiano pregando o evangelho de Jesus Cristo através da música, teatro de bonecos e palestras. Graças ao seu estilo descontraído e contemporâneo, alcançou uma enorme empatia na comunicação com o público jovem e infantil. Foi já naquela época o que hoje se denominaria de “artista multimídia” pois atuou no teatro, fez uma pequena participação no filme Tenda do Milagres (de Nelson Pereira dos Santos”), foi jornalista, escritor e atuou na música como cantor e compositor. Mudou-se para o Espírito Santo onde viveu seus últimos dias antes de retornar para Salvador, já com a saúde bastante debilitada, onde faleceria em outubro de 2002. 

## Produção Literária
- Novela: Moleque Tostão de Fumo - 1964,
- Poesia: Inquérito - 1969
- Contos: Conspiração dos Cabeludos - 1976

## Discografia
- 19??  Nanny
- 19??  Na mansão do Eterno Pai
- 19??  Ama ao Teu Irmão
- 19??  Astros no Mundo
- 19?? Deus Supremo
- 19??  Minha Caminhada
- 19??  Bendito Seja Deus